# Go out policy
Con il termine inglese Go out policy oppure Go Global strategy (走出去S, zǒuchūqùP, lett. "andare fuori") si fa riferimento all'insieme delle misure adottate dal Governo cinese a partire dalla fine degli anni 1990 volte a incentivare gli investimenti cinesi all'estero.

## Motivazioni
Le motivazioni che hanno spinto il Governo a strutturare un programma di internazionalizzazione delle aziende cinesi si possono riassumere come segue:
- il crescente accumularsi di riserve monetarie estere in Cina ha generato notevoli pressioni da parte della comunità internazionale in merito alla necessità di abbandonare la convertibilità a tasso fisso dello yuan. Per ridurre tali pressioni, il Governo cinese ha varato una politica volta ad utilizzare parte delle riserve di valuta per porre in essere acquisizioni cinesi di imprese straniere;
- dopo oltre trent'anni dall'inizio della politica della porta aperta e a seguito degli impegni presi in sede d'ingresso nel WTO, la Cina ha aperto il suo mercato agli investitori stranieri, trasformandosi in un territorio fertile per gli affari dei maggiori investitori mondiali e favorendo, dall'altro lato, l'avvicinamento delle aziende cinesi agli standard qualitativi internazionali. Con la Go out policy, il Governo intende incentivare ulteriormente gli scambi con l'estero e fare in modo che le imprese nazionali acquisiscano sempre più esperienza a livello internazionale. L'obiettivo è quello di mettere le aziende cinesi nelle condizioni di poter competere con i maggiori partner stranieri sia all'estero sia sul mercato interno;
- il Governo cinese ha interesse a creare campioni nazionali che assumano un ruolo di rilievo sulla scena economica mondiale anche per consolidare il prestigio internazionale della Cina.

## Storia
La Go out policy, avviata nel 1999, è stata varata dal Governo cinese con l'obiettivo di promuovere gli investimenti cinesi all'estero  . Il Governo, insieme alla CCPIT (China Council for the Promotion of International Trade), ha introdotto diverse misure per assistere le imprese locali nello sviluppo di una strategia di internazionalizzazione ed espansione sui mercati nazionali e internazionali. 
Gli obiettivi del programma possono così essere riassunti: (1) aumentare gli investimenti cinesi diretti all'estero; (2) favorire la diversificazione della produzione industriale; (3) migliorare il livello e la qualità dei progetti d'investimento; (4) sviluppare nuovi canali finanziari; (5) creare marchi cinesi che abbiano riconoscibilità anche all'estero. 
Sin dal lancio della Go out policy, le aziende cinesi hanno dimostrato un crescente entusiasmo verso opportunità d'investimento all'estero, in particolare per quanto riguarda le grandi imprese pubbliche. Dati recenti mostrano che gli investimenti cinesi diretti all'estero sono passati da 3 miliardi di dollari nel 1991 a 35 miliardi di dollari nel 2003  . Il trend è stato confermato nel 2007, quando gli investimenti cinesi hanno raggiunto 92 miliardi di dollari  . L'aumento di investimenti stranieri può essere attribuito, da un lato, all'impegno concreto del Governo cinese a sostegno delle aziende che investono all'estero e, dall'altro, all'enorme capacità produttiva del paese, unita al basso costo della manodopera. 
La crescita relativamente stabile dell'economia cinese, accompagnata dallo sviluppo di una cultura d'impresa sempre più raffinata, fa inoltre pensare che, nel medio-lungo termine, gli investimenti cinesi all'estero saranno destinati ad aumentare. A tale proposito, il Governo cinese si è dimostrato concretamente attivo nei confronti delle aziende locali che investono all'estero promuovendo lo sviluppo di un mercato di scambio di equities fra aziende cinesi e straniere. In particolare, il governo ha istituito una commissione ad hoc per la ristrutturazione di aziende pubbliche cinesi, la SASAC (State-Owned Asset Supervision Administration Commission). Tale commissione è responsabile della supervisione e valutazione degli assets di aziende pubbliche, del controllo degli assets pubblici, del reclutamento dei dirigenti, della redazione di norme che migliorino il governo societario delle imprese pubbliche. La SASAC opera attraverso diverse piattaforme per lo scambio di azioni di aziende pubbliche o private tra cui CBEX (China Beijing Equity Exchange). CBEX è la maggiore piattaforma per lo scambio di equities in Cina in termini di volume delle transazioni ed è situata nel cuore del distretto finanziario di Pechino. CBEX ha di recente costituito tre basi internazionali in Italia, Giappone e negli Stati Uniti. La piattaforma italiana CMEX(China Milan Equity Exchange), creata nel 2007, è il primo partner internazionale di CBEX e opera come tramite nella realizzazione di operazioni cross border da parte di aziende cinesi interessate ad investire in Italia o in Europa e di aziende europee che vogliano penetrare il mercato cinese.
In concomitanza con lo sviluppo della Go out policy, alcune fra le maggiori e più prestigiose realtà professionali cinesi stanno approdando sui mercati internazionali. King&Wood, studio legale cinese di oltre 800 avvocati, ha aperto sedi in Giappone e negli USA, mentre Grandall Legal Group (uno fra i maggiori studi legali cinesi, con oltre 500 professionisti) ha costituito un hub europeo denominato “China-Europe Legal Group” per assistere le imprese cinesi in Europa del quale fa parte, per l'Italia, lo studio legale “Carone&Partners”.

## Esempi
Le operazioni di fusione e acquisizione all'estero a opera di aziende cinesi di seguito riportate sono alcuni degli esempi più significativi del successo della Go out policy: 
- Febbraio 2009: Chinalco investe 19,5 miliardi di dollari per l'acquisto di una quota del 18% nel capitale della società australiana Rio Tinto;
- Febbraio 2009: Minmetals partecipa a un'offerta amichevole di acquisto per l'australiana Oz Minerals per un controvalore di 1.7 miliardi di dollari;
- Settembre 2008: Zoomlion acquisisce il 100% dell'italiana CIFA;
- Maggio 2005: Lenovo acquisisce il ramo personal computer di IBM.